# Потсдамский университет
Потсдамский университет — государственный университет в Бранденбурге. Самое крупное из четырёх высших учебных заведений столицы Бранденбурга. Кампусы университета есть в Потсдаме, Бранденбурге, в том числе в Новом дворце и в парке Бабельсберг.

## Эйлеровские лекции
С 1993 года в память Леонарда Эйлера в Потсдамском университете проводятся математические лекции, состоящие из научного и исторического докладов .
Список лекторов: